# Rumunji
Rumunji romanski narod srodan Moldavcima i Vlasima naseljen poglavito u Rumunjskoj i Moldaviji. 

## Ime
Rumunji će svoje ime (sebe zovu Români) steći tek nakon romanizacije stare Dacije i tračkih plemena (Dačana) naseljenih u njoj. Na prostoru koji su nastanjivala stara dačka plemena nastale su 3 etnografske zone u kojima razlikujemo prave Rumunje u području Transilvanije uključujući i Crişanu i Banat. Druga je Vlaška u Olteniji, Munteniji i Dobrudži gdje nalazimo Vlahe ili Aromune (Arumunje). Treća je Moldavija s Moldavcima, uključujući republiku Moldovu, Moldaviju u Rumunjskoj, Budžak i Bukovina.
Nazivi Români, Rumunji i ostale varijante svakako potječu po imenu starog Rima, jer su sami sebe smatrali nasljednicima ove države. 

## Popis starih plemena
Plemena koja su naseljavala Daciju i čiji bi romanizirani potomci trebali sudjelovati u stvaranju rumunjskog naroda bili bi:
- Albocensi (Albocenses), zapadno od plemena Potulatensi (Potulatenses).
- Anarti, sjeverozapadna Dacija.
- Apuli središnja Transilvanija, središte im bijaše Apulum (Piatra Craivii)
- Biephi, zapadno od Buridavensesa.
- Buri
- Buridavensi (Buridavenses), sjeverna Moldavija.
- Calipizi, između Dnjestra i Buga.
- Karpi (Carpi), istočno od Karpata i zapadno od Dnjestra. Karpati dobivaju ime po njima.
- Caucoensii (Caucii, Caucoenses), na
- Ciagisi, između Saldensesa i Piephigija
- Kostoboci (Costoboci), sjeverna i sjeveroistočna Dacija, pa u suvremenu Ukrajinu i Moldaviju
- Cotensi (Cotenses), istočno od Buridavensesa
- Crobobizi, Dobrudža
- Trizi, Dobrudža
- Keiasigi, Transilvanija.
- Piephigi, Moldavija i istočna Muntenia
- Potulatensi (Potulatenses), između Albocensesa i Siensesa
- Predavensi (Predavenses), na zapadu
- Ratacensi (Ratacenses), između Predavensesa i Caucoensesa
- Saldensi (Saldenses), današnji Banat i Crişana
- Siensi (Sienses), istočno od Potulatensesa
- Suci, ušće rijeke Olt.
- Teurisci, sjeverna Dacija
- Tirageti (Tyragetae), na ušću Dnjestra

## Povijest
Područje današnje Rumunjske nastanjeno je već nekoliko desetina tisuća godina. Najstarije kosti pronađena na njezinom području stare su između 34,000 i 36,000 godina. Radi se o facialnim kostima koje su pripadale muškarcu i zasada se smatraju najstarijima u Europi (vidi). Pretke današnjih Rumunja ovdje nalazimo već negdje oko 500 godina pr. Kr. To su Dačani koji nastanjuje krajeve između obala Crnog mora i na zapad preko Karpata do u Panonsku nizinu. Ova srodna plemena pod vodstvom Burebiste (82-44 pr. Kr.) ujedinit će se u snažnu državu protiv koje će zaratit Cezar, ali iste godine obadvoje vođa doživljavaju istu sudbinu. Ubijeni su od svojih podanika. Rim ipak nastavlja rat protiv Dačana čija se država raspala na 4 ili 5 dijelova, svaka pod drugim vladarom. Do ujedinjenja ipak dolazi 95. pod vodstvom Decebala. Ovaj se hrabro opire napadima rimskih careva Domicijana i Trajana. S Trajanom vodi ratove 101. – 101. i 105. – 106. ili 107. U ovom posljednjem destruktivnom ratu Decebal je podlegao, te se opkoljen ubija. Rim ovlada Dacijom a 129. podijeljena je na Gornja Daciju (Dacia superior) i Donja Daciju (Dacia inferior). Ove provincije poznate su i kao Transilvanija i Mala Valahija ili Mala Vlaška. Marko Aurelije Daciju će podijeliti na 3 provincije Porolissensis, Apulensis i Maluensis. Glavno im sjedište postaje Sarmizegetusa, gdje je skončao posljednji dački kralj Decebal (vidi).
Dacija se nalazi na sjevernoj i istočnoj granici carstva te je neprekidno pod prijetnjom raznih skitalačkih plemena ali i pod zaštitom rimske vojske. među ostalima tu je i slavna Legio XIII Gemina, koja je ratovala u Galiji a 49. prije Krista prelazi Rubikon (vidi most na rijeci Rubikon  Arhivirana inačica izvorne stranice od 10. veljače 2007. (Wayback Machine)), te dolazi do drugog rimskog građanskog rata. Još je jedna legija tu stacionirana, to je Legio V Macedonica. Na granicama Rimskog Carstva javljaju se novi narodi i nove opasnosti. Dolaze Vizigoti, a za leđima su im Huni. Aurelije 270 ili 271. povlači svoje snage iz Dacije. Do ratova će doći još 378., to je Bitka kod Hadrianopolja koju predvodi Fritigern na čelu Tervinga, Greutunga i Alana protiv rimskog cara Valensa. Ova rat navijestit će konačnu propast Zapadnog Rimskog Carstva.
Život ovih plemena bio je vezan uza zemlju i stoku. Uzgajali su cerealije, voće i pravili vino. Posjedovali su velika krda goveda i ovaca, bavili se pčelarstvomm, a konji su im bili na cijeni. Područje Dacije bilo je bogato depozitima zlata, željeza i srebra u karpatima, čija eksploatacija datira još iz 8. stoljeća prije Krista. I sam car trajan se iz svog osvajanja vratio u Rim sa 165 tona zlata i 330 tona srebra. Sol i drvo bili su dodatni izvozi Dacije. 
Rimaljni su Daciji pak ostavili svoj jezik i ime. Kao stanovnici Bizanta sebe će nazivati ' Romeji' -ma. Latinski jezik koji su Rimljani donesli sa sobom Dakoromani, (romanizirani Dačani, Rumunji i srodni Moldavci i Vlasi) razvit će u posebne jezike koje danas klasificiramo romanskoj skupini indoeuropskih jezika. 

## Etnografija
U velikoj romanskoj skupini naroda Rumunji i Moldavci predstavljaju njihove najistočnije pripadnike. Rumunji su nastali romanizacijom na bizantskom području, pa su naslijedili romansko ime i bizantske obrede  'Ritul bizantin' . Od srednjeg vijeka pa do 19. stoljeća oni žive u 3 različite susjedne kneževine: Transilvaniji, Vlaškoj i Moldaviji. Ove tri nalaze se na križanjima velikih kraljevstava i carstava, no kroz cijelo vrijeme uspjeli su očuvati svoje posebno nacionalno biće i svoju specifičnu civilizaciju. Ujedinjenjem Vlaške i Moldavije 1859. nastat će njihova nacionalna država, Rumunjska, no ona će ostat turski vazal sve do 1877. kada će proglasit svoju nezavisnost što će potvrdit berlinski kongres 1878. Ovim će će joj Otomansko Carstvo prepustiti Dobrudžu, a ona Rusiji Besarabiju.
Svi ovi narodi s kojima su Rumunji kroz svoju povijest u kontaktima i suživotu utjecat će, geografsko-klimatske uvjete, na stvaranje rumunjske kulture.
Planinski masiv Karpata što se od sjevera proteže prema jugu i zapadu odvaja Transilvaniju (najoznatijoj po grofu Drakuli) od Vlaške nizine i Moldavije. Rumunji su ovisno o lokalitetu zemljodjelci (u nizinama) s danas razvijenom poljoprivredom u kojoj prednjače pšenica i kukuruz. U planinskim krajevima bave se stočarstvom, pretežno ovce.
Seljačka kuća
Tradicionalne seljačke kuće Rumunja građene su od materijala koji je dostupan, tako da se po materijalu razlikuju one u šumovitim krajevima gdje su građene od drveta, u ravnicama od gline ili opeke, i uz obalu od kamena. Ove kuće pretežno su prizemnice a seljak je arhitekt i majstor gradnje svoje vlastite kuće. Unutrašnjost joj izgleda poput pravog muzeja, većina predmeta rađena je od drveta hrasta ili bukve, funkcionalne primjene i lijepo dekorirano rezbarijama. Seljačka odjeća domaće je izrade, od vune, pamuka ili konoplje. Nije nikad blještavih boja, nego kombinacija bijele, crne, plave i crvene, diskretnih dekorativnih motiva. U prošlim stoljećima mlade Rumunjke, kako bi izgledale poput bizantskih princeza ukrašavale su svoju odjeći zlatnim i srebrnim nitima. 
Običaji i kuhinja
Rumunjski narodni običaji kombinacija su starih agrarnih rituala i kršćanstva. Od bojenja uskrsnih jaja napravljena je prava umjetnost. Tradicionalno bojena se u crveno, uskrsna jaja dekoriraju se u različitim krajevima na specifične načine, s motivima koji simboliziraju obnovu i besmrtnost. Za Uskrs kod Rumunja i Moldavaca priređu je se slatki kruh cozonac s mlijekom, šećerom i jajima. Bugari ga nazivaju kozunak (козунак), i veoma je nalik talijanskom panettoneu. Mnoga jela i pića priređuju se s kukuruzom, kao mămăliga (žganci), mămăligă cu lapte (žganci s mlijekom) i balmoş (kuhani u ovčjem mlijeku), ili su mesna (janjetina), stufat de miel i drob de miel; nadalje mesne i juhe od povrća. Od turskog utjecaja potječe pilav, jelo često na Srednjem istok, srednjoj i južnoj Aziji, a probilo se sve do Latinske Amerike i Kariba, pa ga na Trinidadu poznaju kao pelau, i postao dijelom kreolske kulinarske tradicije. Pilav je najčešći među turskim narodima Tatarima, Kazahima, Kirgizi i drugi. Kod Rumunja treba spomenuti i jaku šljivovu rakiju -ţuică, čiji proces proizvodnje mora biti završen prije Božića. U području Moldavije poznati desert je pita poale în brâu.

## Ples i glazba
Najpoznatiji i najljepši rumunjski ples je căluşari. Klasično, prema rumunjskim etnolozima (vidi BUCSAN, A. (1971) Specificul Dansului Popular Românesc, Editura Academiei Republicii Socialiste România. i GIURCHESCU, A, Romanian Traditional Dance, Mill Valley CA: Wild Flower Press, 1995.), prema formaciji može biti u 
- 1) lancu, gdje su plesači povezani rukama. Njihovo podrijetlo je u stranim plesovima povezanim s ritualima. Prema rumunjskim etnolozima osnovni tipovi su ženski vokalni plesovi (roata femeilor, coconiţa, makedorumunjski i Purtata fetelor); hora (s mare dreapă, n-două parţi, "ternary", pe bătaie i iute); sârba; brâul (Brâuleţul, Mocănesc ili karpatski, i banatski);  "Aksak" (Rustem, Geampara, Şchioapa), su podunavski asimetrični ritmički plesovi

- 2) Druga fomacija je ples u parovima s 5 osnovnih tipova: breaza, purtata, învârtita, ardeleana (ovaj u Banatu), i set plesova. purtata i învârtita su transilvanijski asimetrični ritmički plesovi.

- 3) Ceată, su muški plesovi, tamo nazivani ceată of feciori, a kao pomoćno sredstvo za ples potrebni su štapovi preko kojih se preskače, a ovamo spadaju i transilvanski căluş, čiji su nasljednici pastirski plesovi mutului' i gătejul. Transilvanijski Căluşeri u izvornoj formi pronađen je u Banat i Hunedoari u selima Boiu, Beriu, Ludeşti, Orăştioara, Geoagiu, Romos, Boşorod i Dâncu Mare. Pleše se između Božića i Nove Godine a poznat je i kao călutul (poni) ili căluşerul (jahač). Tradicija uključuje i zoomorfnu maskiranu spodobu poznatu kao  'Turca' a i Čango-Mađari imaju sličan običaj poznat kao Boricza, čije je ime običaja slavenskog porijekla, ali nesumnjivo ima rumunjski utjecaj.

## Vanjske poveznice
- Ion Calafeteanu, History of Romanians  Arhivirana inačica izvorne stranice od 1. srpnja 2009. (Wayback Machine)
- The History of the Romanian Language
- Romania History, Art, Maps, Museums, Photos, Politics, Dracula  Arhivirana inačica izvorne stranice od 9. svibnja 2008. (Wayback Machine)
- Romanians